# Človeška stonoga 2
Človeška stonoga 2 (izviren angleški naslov: Human Centipide 2 (Full Sequence)) je britansko-nizozemska črnobela grozljivka iz leta 2011, delo nizozemskega režiserja, scenarista in producenta Toma Sixa.